# Rhabdomastix (Rhabdomastix) lipophleps
Rhabdomastix (Rhabdomastix) lipophleps is een tweevleugelige uit de familie steltmuggen (Limoniidae). De soort komt voor in het Nearctisch gebied.